# Zygmunt Luks
Zygmunt (Selig) Luks (ur. 24 lutego 1844 w Chrzanowie, zm. 7 lipca 1910 w Krakowie) – polski architekt żydowskiego pochodzenia, działający w Krakowie. 

## Życiorys
Syn Leiba i Chai Siegel. Uczył się w Instytucie Technicznym w Krakowie. Od 1881 posiadał uprawnienia budowniczego w Krakowie. Prowadził przedsiębiorstwo budowlane. Mieszkał w zbudowanej przez siebie kamienicy przy ul. Sarego 5. Należał m.in. do Krakowskiego Towarzystwa Technicznego i Stowarzyszenia Izraelitów Postępowych. Został pochowany na cmentarzu przy ul. Miodowej.

## Dzieła
- 1888–1890: kamienica przy ulicy Dietla 59 w Krakowie
- 1889–1891: kamienica przy ulicy Dietla 69 w Krakowie
- 1890–1891: kamienica przy ulicy Augustiańskiej 8 w Krakowie
- 1893–1894: kamienica własna przy ulicy Sarego 5 w Krakowie
- 1896–1897: kamienica przy ulicy Skłodowskiej-Curie 5 w Krakowie
- 1899–1901: kamienica przy ulicy Starowiślnej 34 w Krakowie
- 1909–1910: kamienica przy ulicy Dietla 29 w Krakowie

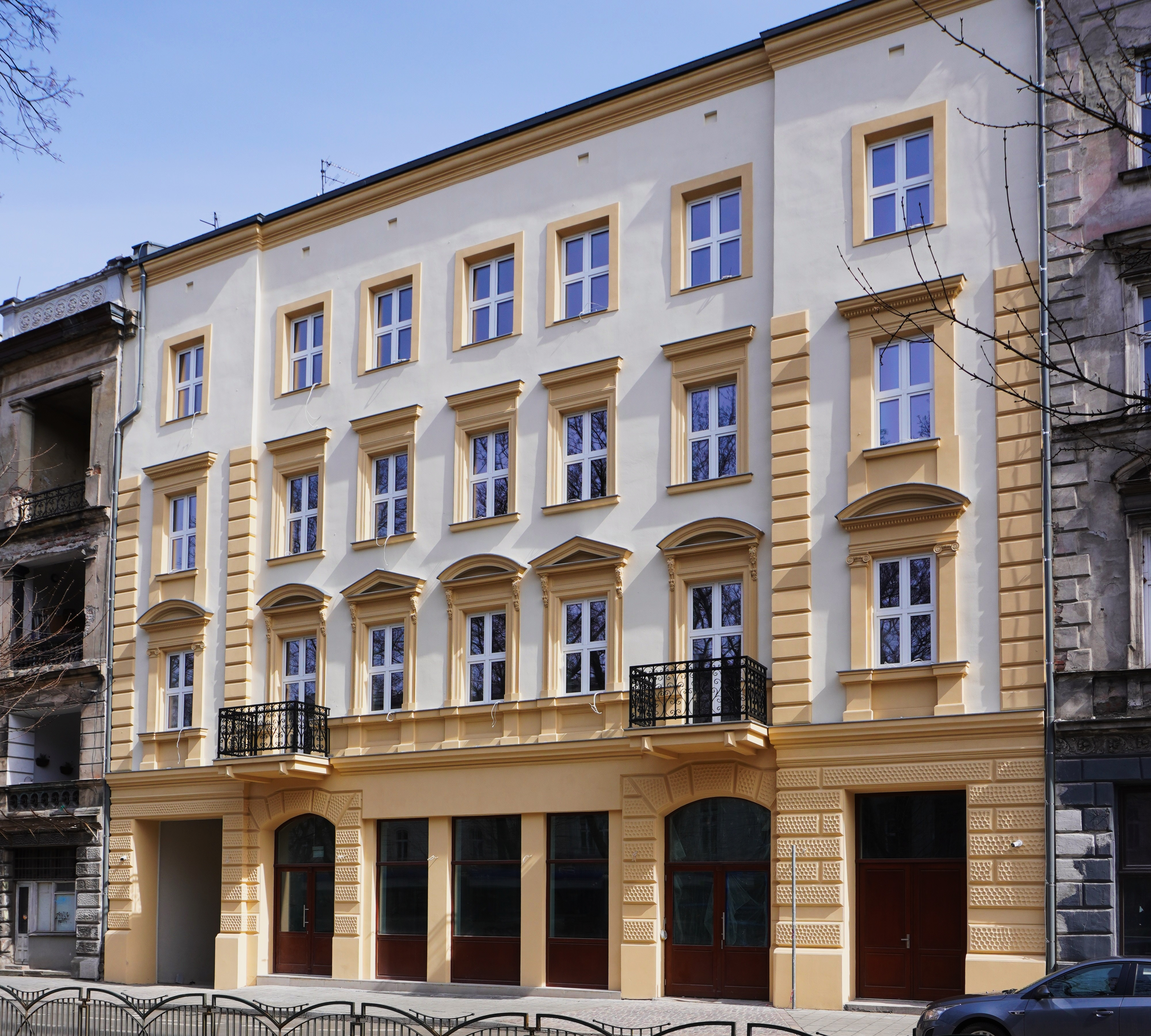
Kamienica (1888–1890), Kraków, ul. Józefa Dietla 59
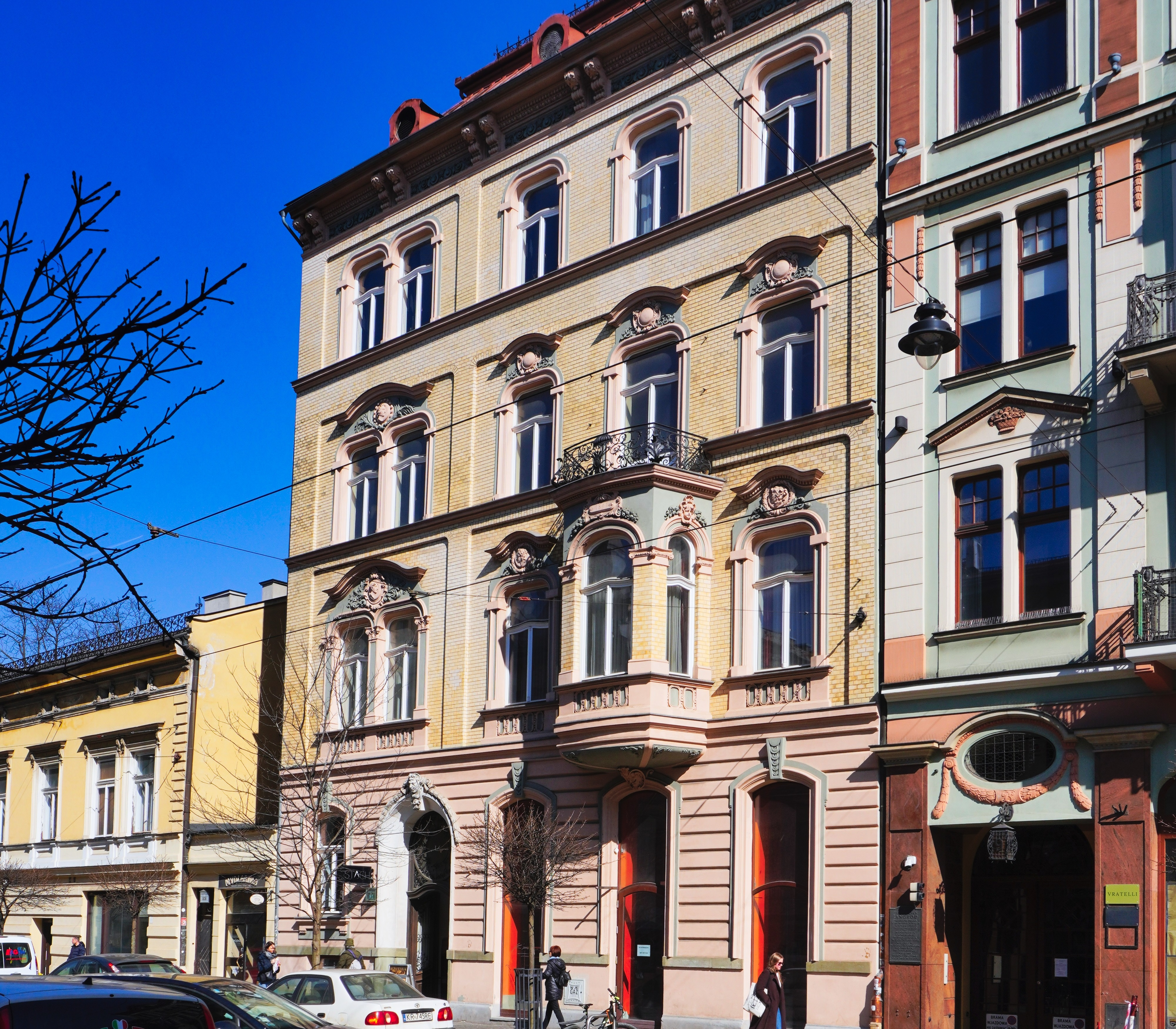
Kamienica (1899), Kraków, ul. Karmelicka 11